# Сандра Петрова
Сандра Николаева Петрова е българска актриса и певица.

## Биография
Родена е на 8 ноември 1988 г. в град София, Република България. Дъщеря е на оперния певец Николай Петров.
Завършила е 112 ОУ „Стоян Заимов“ и НАТФИЗ „Кръстьо Сарафов“ със специалност „Актьорско майсторство за куклен театър“ в класа на проф. Дора Рускова през 2011 г.
През 2010 г. играе в Национален музикален театър „Стефан Македонски“, където участва в спектаклите „Магьосникът от Оз“, „Аладин“, „Лелята на Чарли“, „Бал в Савой“ и други.
През 2012 г. играе в спектакъла „Алис в страната на сънищата“ на Любомир Денев в ролята на Алис, а през 2013 г. участва и като помощник-режисьор, хореограф и организатор.
Тя се снима в комедийното предаване „Аламинут“ по bTV.
През 2013 г. е част от актьорския екип на кукленото предаване „Бърколино“, в ролята на Бъркобунта, където записва и множество песни за предаването.
През 2017 г. участва в реалити предаването „Гласът на България“.
Петрова е водеща на предаванията „Милион и две усмивки“ „Туризъм.БГ“ по БНТ 1. Също е и ко-водеща на Гергана Стоянова на „По-иначе с Гергана“ по телевизия Българе.

## Участия в театъра
Куклен театър НАТФИЗ
- „За принцесата, която...“ – постановка Дора Рускова[5]

Държавен куклен театър Сливен
- „За принцесата, която...“ – постановка Дора Рускова[6]

Държавен куклен театър Видин
- „За принцесата, която...“ – постановка Дора Рускова[7]

Национален музикален театър „Стефан Македонски“
1. Дейзи Паркър в „Бал в Савой“ – режисьор Николай Борисов[8]
2. Енни Спетли в „Лелята на Чарли“ – режисьор Иван Панев[9]
3. Женския дух в „Аладин“ – режисьор Надя Асенова[10]
4. Дороти в „Магьосникът от Оз“ от Лиман Франк Баум – режисьор Нина Найденова[11]

Ариел театър
- „Спящата красавица“ – драматизация и постановка Михаела Тюлева[12]

Университетски театър „Нов български университет“
- „Алис в страната на чудесата“ – режисьор Георги Жан Петров[13]

Столичен куклен театър
- „Елхата“ от Туве Янсон – режисьор Жени Пашова[14][15]

## Гостувания в предавания
- 27 декември 2020 г. – „Отблизо“, БНТ 1[16]

## Интервюта
1. март 2017 г. – „Преди обед“, bTV[17]
2. 15 декември 2020 г. – „100% будни“, БНТ 1[18]

## Филмография
- „Моля те, Нептуне!“ (2017)

## Кариера в дублажа
Петрова се занимава с озвучаване на филми и сериали от 2010 г. Също така е музикален режисьор в студио „Александра Аудио“.

### Роли в дублажа
Войсоувър дублаж
- „Стюарт Литъл“ (дублаж на bTV) – Джордж Литъл, 2011

Нахсинхронен дублаж
- „Playmobil: Филмът“, 2019
- „Битката за Тера“, 2010
- Имението „Евърмур“ – Сорша Дойл, 2015
- „Евър Афтър Хай“ – Блонди Локс[19]
- „Камбанка и спасяването на феите“ – Други гласове, 2010
- „Камбанка и тайната на крилете“ – Други гласове, 2012
- „Книга за джунглата“ – Ракша, 2016
- „Остров Пълна драма“
- „Междузвездни войни: Епизод VIII - Последните джедаи“ – Маз Каната, 2017
- „Междузвездни войни: Епизод IX - Възходът на Скайуокър“ – Маз Каната, 2019
- „Хана Монтана“ – Други гласове

### Като музикален режисьор
- „Angry Birds: Филмът“, 2016
- „Бебе Бос“, 2017
- „Давай, Диего!“ (дублаж на „Александра Аудио“), 2013
- „Дора изследователката“ (дублаж на „Александра Аудио“), 2013
- „Дора и приятели“, 2015
- „Отбор Умизуми“ (дублаж на „Александра Аудио“), 2013
- „Пламъчко и машините“, 2015
- „Шериф Кали“